# Les Maîtres chanteurs
Pour les articles homonymes, voir Maître chanteur.
Les Maîtres chanteurs (titre original : Songmaster) est un roman de science-fiction écrit par Orson Scott Card, paru aux États-Unis en 1980 puis traduit en français et publié aux éditions Denoël dans la collection Présence du futur en 1982.

## Résumé
Mikal, conquérant de la galaxie, a attendu son Oiseau chanteur pendant 79 ans. Jusqu'au jour où vint Ansset, jeune prodige de la Manécanterie capable de provoquer toutes les émotions possibles et de contrôler les personnes grâce à son chant, est repéré par Esste afin de servir le maître de la galaxie. Complots, trahisons et assassinats seront le nouveau quotidien d'Ansset dans cet univers qu'est celui du pouvoir galactique.